# Uniform m/1987

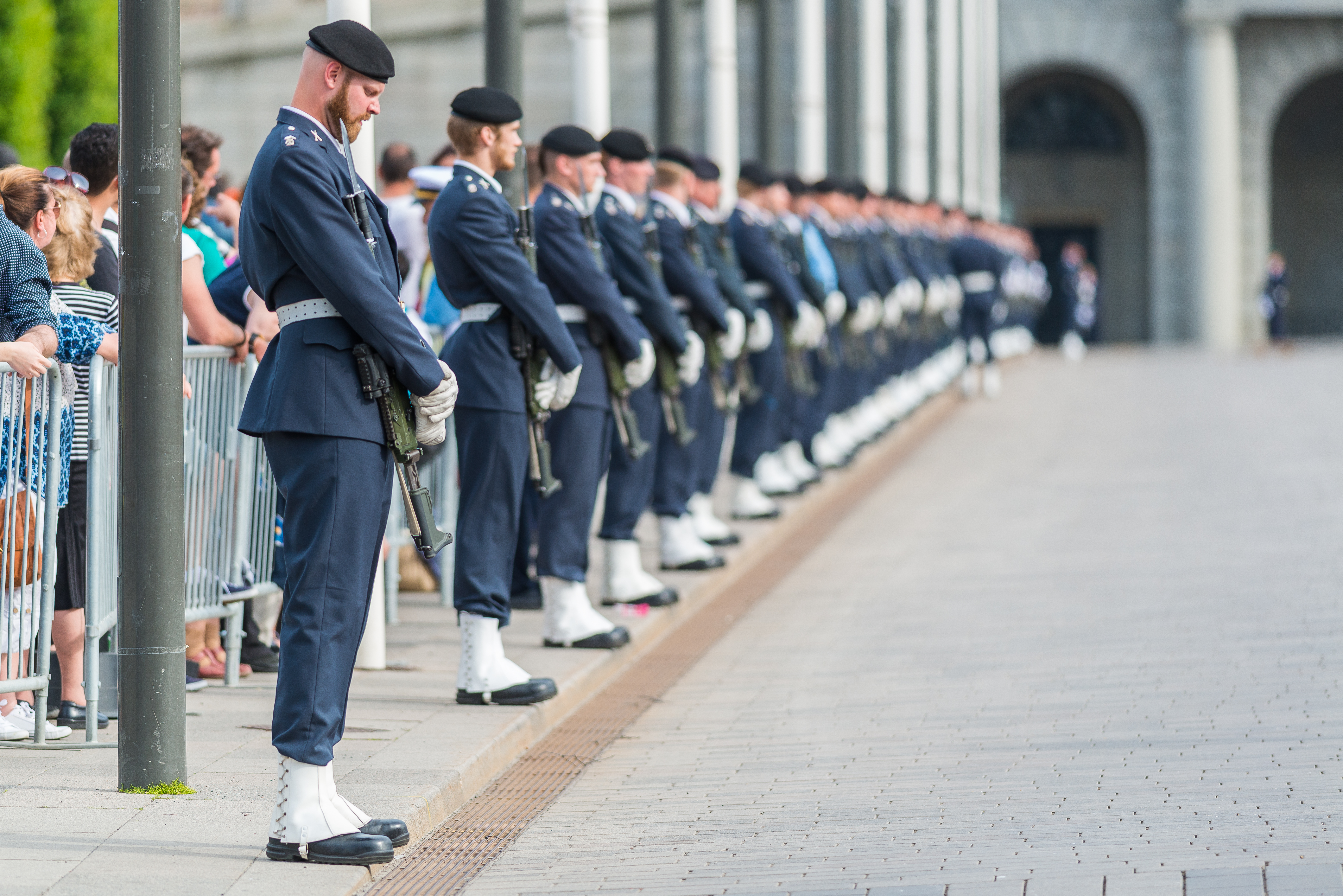
Soldater ur Livgardet i uniform m/1987 A (trupparaddräkt) med baskermössa m/1960.

Uniform m/1987 är ett uniformssystem inom Försvarsmakten, systemet används av samtliga delar av Försvarsmakten. Uniformssystemet används som arbetsuniform och paraduniform och ersatte uniform m/1960 och uniform m/1968, i fråga om uniform för kvinnlig frivilligpersonal även uniform m/1960 kv.

## Varianter
Uniform m/1987 finns i ett antal olika varianter som används i olika delar av Försvarsmakten, uniformens exakta sammansättning avgörs av den uniformsdräkt som bärs.
- Uniform m/1987 - Grundvarianten, blå uniform, används av Flygvapnet, Amfibiekåren samt hemvärnsmusikkårer med marin- eller flygvapenprofil.
- Uniform m/1987 A - Grå uniform, används av Armén och Hemvärnet.
- Uniform m/1987 K - Uniform i kaki, används av Armén och Flygvapnet i tropisk och subtropisk miljö.
- Uniform m/1987 Vit - Vit uniform, används av Marinen i tropisk och subtropisk miljö, av Marinens musikkår även i Sverige under sommartid.

Flottans personal använder, med undantag av uniform m/1987 vit, inte uniformssystemet utan använder istället uniform m/1948. För Amfibiekårens personal gäller att uniform m/1987 används av gruppbefäl och soldater, officerare och specialistofficerare använder m/1948. Sedan m/1987 infördes används vissa persedlar ur systemet till m/1948.

## Sammansättning
Uniform m/1987 sammansätts som standard av svarta lågskor m/1903 och strumpor, långbyxor m/1987 med byxbälte, vit skjorta m/1978 med svart slips m/1987, livplagg samt huvudbonad.   Sammansättningen har varierat något över åren och beror också på vilken uniformsdräkt som bärs. Ursprungligen bars i Armén, som standard, gråblå skjorta m/1987 och grå virkad slips m/1987 till daglig dräkt 1 och daglig dräkt 2 (vardagsdräkt), istället för vitt skjorta och svart slips. 
Som livplagg bärs i regel vapenrock m/1987, undantaget är till vardagsdräkt (daglig dräkt 2) då istället den midjekorta jacka m/1987 bärs. Som förstärkningsplagg bärs som standard kappa m/1987. 

### Armén och Hemvärnet
I Armén och Hemvärnet bärs den gråa Uniform m/1987 A som i grunden sammansätts på samma sätt som beskrivits ovan.  Till skillnad från övriga truppslag bars i Armén, ursprungligen, gråblå skjorta m/1987 och grå virkad slips m/1987 som standard till daglig dräkt 1, daglig dräkt 2 (vardagsdräkt) och trupparaddräkt, istället för vit skjorta och svart slips. 
Från sergeants grad bärs normalt skärmmössa m/1987 som huvudbonad, soldater och gruppbefäl (utom sergeanter) bär istället baskermössa m/1952 alternativt m/1960.  Till trupparaddräkt, vardagsdräkt (daglig dräkt 2), och till daglig dräkt (1) som truppförande befäl, bär även personal från sergeants grad basker. Till daglig dräkt kan basker bäras istället för skärmmössa, vid enskilt uppträdande i vardagsdräkt gäller det omvända, d.v.s. att skärmmössa kan bäras istället för basker.  Tidigare var inte basker standard för soldater och gruppbefäl, 1993 bars basker endast av personal ur I 22, K 3, K 4, FJS, FöMusC, Pansartrupperna och Arméflyget. Vid övriga arméförband bars båtmössa m/1960, från sergeants grad bars skärmmössa till samtliga uniformsdräkter.  Detta bruk upphörde 2003 då nuvarande bestämmelser infördes. 
Till högtidsdräkt bär gruppbefäl och meniga vit paradlivrem, från 1. sergeants grad bärs paradskärp m/1960. Personal från majors grad vid Livgardet och från överstelöjtnants grad vid Livregementets husarer må istället bära paradskärp m/1817.  Till trupparaddräkt bärs vit paradlivrem och vita damasker m/1954, från 1. sergeants grad och om sidogevär förs kan vitt paradkoppel bäras istället för paradlivrem.  Till både högtidsdräkt och trupparaddräkt kan sidogevär, i form av sabel föras i vit sabelbärrem och portepé m/1797, föras av personal från 1. sergeants grad. Tidigare bars vit hjälm m/1954 som huvudbonad till trupparaddräkt istället för basker.
I Armén får kappa m/1960 ersätta m/1987 A, vid enskilt uppträdande till daglig dräkt och vardagsdräkt tillåts dessutom mörkblå trenchcoat m/1984. Sjörock m/1993 (egentligen del av Sjöstridsuniform m/1993) bärs som normalt förstärkningsplagg till vardagsdräkt och tillåts också till daglig dräkt vid enskilt uppträdande. Till vardagsdräkt får även skinnjacka m/1990 bäras. Som förstärkningsplagg till samtliga uniformsdräkter bärs vintermössa m/1987 samt grå halsduk. 

### Flygvapnet och Amfibiekåren

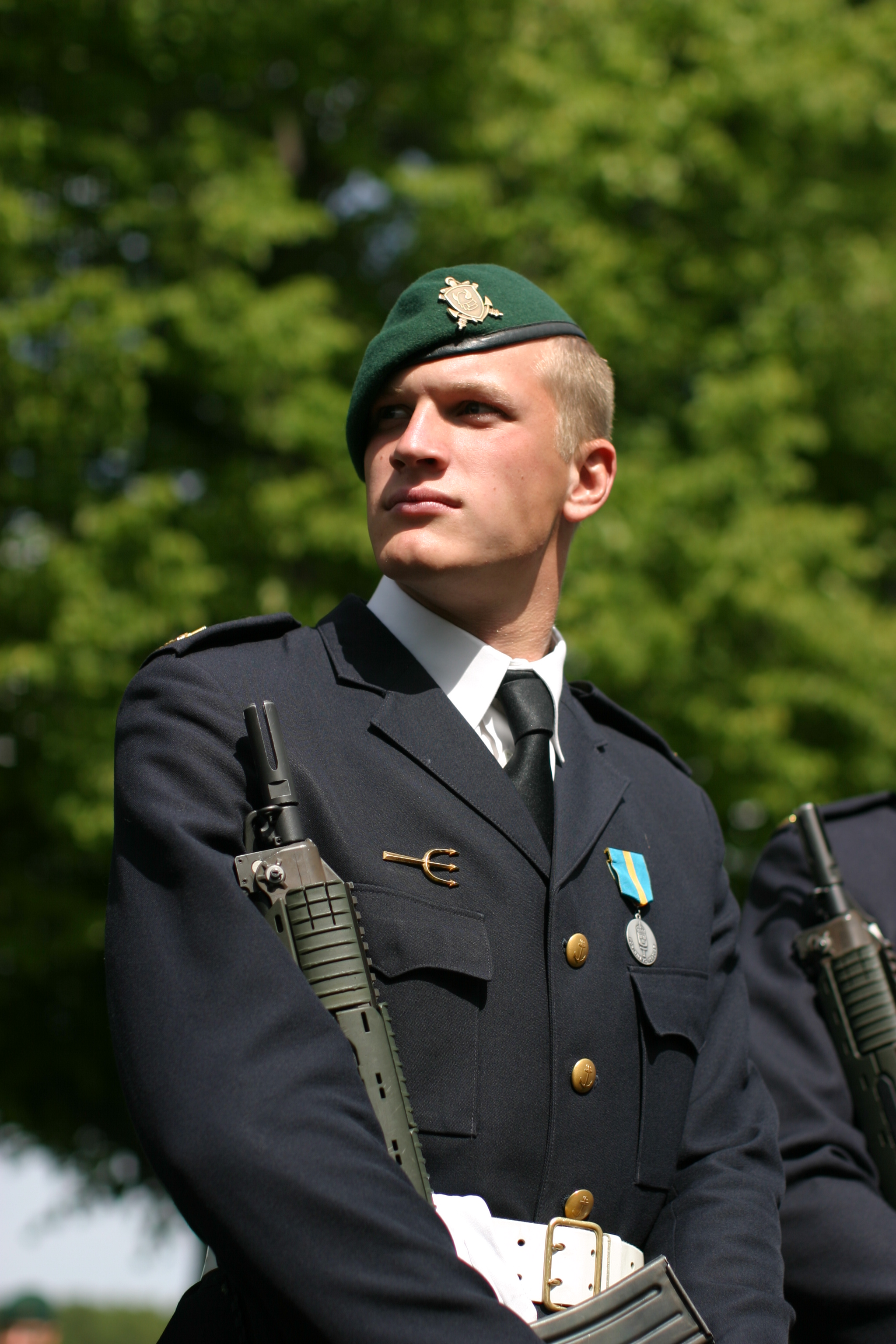
Kustjägare vid Amfibieregementet iförd uniform m/1987 (trupparaddräkt) med grön baskermössa m/1960.

I Flygvapnet och Amfibiekåren bärs den blå Uniform m/1987 som i grunden sammansätts på samma sätt som beskrivits ovan. I Amfibiekåren bärs den endast av gruppbefäl och meniga (vad som nedan sägs om personal från 1. sergeant avser alltså Flygvapnet). 
Från sergeants grad (ej sergeant i Amfibiekåren) bärs normalt skärmmössa m/1930 (m/1948 i Amfibiekåren) som huvudbonad, övriga bär istället baskermössa m/1960.  Till trupparaddräkt, vardagsdräkt (daglig dräkt 2), och till daglig dräkt (1) som truppförande befäl, bär även personal från sergeants grad basker. Till daglig dräkt kan basker bäras istället för skärmmössa, vid enskilt uppträdande i vardagsdräkt gäller det omvända, d.v.s. att skärmmössa kan bäras istället för basker.  Tidigare bars vid de flesta flygvapenförband flygmössa m/1930 normalt som huvudbonad istället för basker, detta är alltjämt tillåten variation.  
Till högtidsdräkt bär gruppbefäl och meniga vit paradlivrem, från 1. sergeants grad bärs svart paradskärp.  Till trupparaddräkt bärs vit paradlivrem och vita damasker m/1954, från 1. sergeants grad bärs svart paradskärp och vita damasker m/1954. Till både högtidsdräkt och trupparaddräkt kan sidogevär, i form av sabel föras i bärrem för stickert och portepé m/1930, föras av personal från 1. sergeants grad.
Vid enskilt uppträdande till daglig dräkt och vardagsdräkt tillåts dessutom mörkblå trenchcoat m/1984. Sjörock m/1993 (egentligen del av Sjöstridsuniform m/1993) bärs som normalt förstärkningsplagg till vardagsdräkt och tillåts också till daglig dräkt vid enskilt uppträdande. Till vardagsdräkt får även skinnjacka m/1990 bäras, flygande personal får även bära flygtjänstjacka m/1988 eller jacka m/1985. Som förstärkningsplagg till samtliga uniformsdräkter bärs vintermössa m/1987 samt grå halsduk. 

## Persedlar
Här nedan följer persedlarna till Paraduniform m/1987 för armén.

### Ursprungliga persedlar
- Axelprydnad m/1954 (endast till musikdräkt)
- Baskermössa m/1960
- Byxbälte m/1960
- Båtmössa m/1960
- Damasker, vita (endast till Trupparaddräkt)
- Jacka m/1987
- Kappa m/1987
- Livrem m/1954, vit (endast till Trupparaddräkt och musikdräkt)
- Lågskor, svarta
- Långbyxor m/1987
- Paradskärp m/1960/Skärp m/1817
- Skinnjacka m/1987, mörkblå
- Skjorta m/1978, vit
- Skjorta m/1987, gråblå
- Skärmmössa m/1987
- Slips m/1987, grå virkad
- Slips m/1987, svart (endast till stor och liten högtidsdräkt)
- Strumpor, mörkgrå enfärgade
- Strumpor, svarta (endast till stor och liten högtidsdräkt)
- Tranchcoat m/1984, mörkblå
- Vantar, vita och grå
- Vapenrock m/1987
- Ylletröja m/1987, mörkblå

### Senare tillkomna persedlar
- Sjörock 90

### Fotnoter
1. 1 2 3  Olsson (2011), sid 153
2. 1 2  Unibest 2015, sid. 33
3. ↑  Unibest 2015, sid. 170 och 177
4. 1 2  Unibest 2015, sid. 168
5. 1 2 3  UniR A 1993, sid. 28
6. ↑  Unibest 2015, sid. 164
7. ↑  Unibest 2015, sid. 168
8. ↑  Unibest 2015, sid. 164-165 och 167
9. ↑  UniR FM 2003
10. 1 2  Unibest 2015, sid. 165
11. ↑  Unibest 2015, sid. 167
12. ↑  UniR A 1993, sid. 38
13. ↑  Unibest 2015, sid. 163-167
14. 1 2  Unibest 2015, sid. 178 och 184
15. 1 2  Unibest 2015, sid. 170-172, 179-181
16. ↑  UniR FM 1999, sid. 54
17. ↑  Unibest 2015, sid. 180
18. ↑  Unibest 2015, sid. 182-184
19. ↑  Unibest 2015, sid. 170-183

### Bokkällor
- Olsson, Simon (2011). Svenska arméns uniformer 1875-2000. Stockholm: Medström. Libris 12036653. ISBN 978-91-7329-103-3
- Uniformsreglemente för Armén 1993 (UniR A 1993), Försvarsmakten - Chefen för Armén 1993, Distr. Försvarets Bok- och Blankettförråd M7740-100101
- Uniformsreglemente för Försvarsmakten 1999 (UniR FM 1999), Försvarsmakten - Högkvarteret 1999, Distr. Försvarets Bok- och Blankettförråd M7756-770001
- Uniformsreglemente för Försvarsmakten 2003 (UniR FM 2003), Försvarsmakten - Högkvarteret 2002, Distr. Försvarets Bok- och Blankettförråd M7756-770002
- Uniformsbestämmelser i Försvarsmakten 2015 (Unibest 2015), Version 1.0, Försvarsmakten - Högkvarteret 2015